# Empiema
Um empiema é uma colecção de pus dentro de uma cavidade natural. Deve ser diferenciada de abcesso, que é uma colecção de pús numa cavidade recém formada.
Na medicina humana, empiema pode ocorrer:
- Na cavidade pleural (empiema pleural também conhecido como piotórax)
- Na cavidade torácica
- No útero (piometra)
- No apêndice (apendicite)
- Nas meninges (empiema subdural)
- Nas articulações (artrite séptica)
- Na vesícula biliar
- No cérebro (empiema subdural)

Os empiemas ocorrem mais frequentemente no espaço pleural, podendo ser fatais ao prejudicar a respiração se não tratados. São também comuns no útero e no apêndice (apendicite).